# Fuerzas Armadas de San Marino

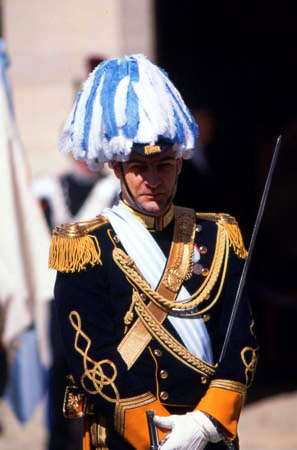
Guardia del Consejo Grande y General de San Marino.

Las Fuerzas Armadas de San Marino son una de las fuerzas militares más pequeñas del mundo. Tiene diferentes ramas que realizan diversas funciones: realizan tareas ceremoniales, patrullan fronteras, brindan seguridad a los edificios gubernamentales y asisten a la Policía Civil en casos criminales complejos. También forma parte una gendarmería que es parte de las fuerzas militares del país. El cuerpo militar depende de la cooperación de fuerzas de tiempo completo y voluntarios, conocidos como el Corpi Militari Volontari. La defensa nacional en caso de una amenaza extranjera, es por acuerdo, responsabilidad de las Fuerzas Armadas de Italia. 

## Ficha técnica
Fuerzas Armadas de San Marino:
Fuerzas Militares Voluntarias (Corpi Militari Voluntar), Gendarmería; nota - Las Fuerzas Militares Voluntarias realizan funciones de asistencia policial limitada y ceremoniales.
Presupuesto militar - dólares:
$ 700.000 
Presupuesto militar - porcentaje del PIB:
NA%

- Datos: Q1636587
- Multimedia: Military of San Marino / Q1636587